# Perrion Winfrey
Perrion Winfrey (Maywood, 15 agosto 2000) è un giocatore di football americano statunitense che milita nel ruolo di defensive tackle per i Cleveland Browns della National Football League (NFL).

## Carriera

### Cleveland Browns
Al college Winfrey giocò a football all'Iowa Western Community College (2018-2019) e a Oklahoma (2020-2021). Fu scelto nel corso del quarto giro (108º assoluto) assoluto nel Draft NFL 2022 dai Cleveland Browns. Debuttò come professionista subentrando nella gara del primo turno contro i Carolina Panthers facendo registrare un passaggio deviato. Nel 15º turno contro i Baltimore Ravens mise a segno il suo primo sack condiviso. La sua stagione da rookie si chiuse con 22 tackle, 0,5 sack e due passaggi deviati in 13 presenze, nessuna delle quali come titolare.